# Anna Kuschnarowa
Anna Kuschnarowa (* 1975 in Würzburg) ist eine deutsche Autorin und Fotografin.

## Leben
Anna Kuschnarowa studierte Ägyptologie, Prähistorische Archäologie und Germanistik an der Universität Leipzig, der Martin-Luther-Universität Halle-Wittenberg und an der Universität Bremen. Sie unterrichtete zehn Jahre zu ägyptologischen Themen an der Universität Leipzig und hatte mehrere Lehraufträge an der Friedrich-Schiller-Universität Jena. Im Jahr 2011 gründete sie mit einer Kollegin die Seschat Fernschule für Ägyptologie.
Kuschnarowa lebt seit 2008 als freie Autorin, Fotografin und Dozentin in Leipzig. In ihren Texten beschäftigt sie sich vor allem mit politischen Themen. Seit 2013 ist sie „Schule ohne Rassismus – Schule mit Courage“-Patin der Theresia-Gerhardinger-Realschule Weichs.

## Werke
- Spielverderber. Beltz & Gelberg, Weinheim/Basel 2008, ISBN 978-3-407-74072-4.
- club insekt./ egolyse. In: Christian Walther (Hrsg.): Gothic – Dark Lyrics. Beltz & Gelberg, Weinheim 2009, ISBN 978-3-407-74168-4.
- Der Fahrstuhl. In: Boris Koch (Hrsg.): Gothic – Dark Stories. Beltz & Gelberg, Weinheim/Basel 2009, ISBN 978-3-407-74120-2.
- Nasty Sirens. In: Boris Koch (Hrsg.): Gothic – Darker Stories. Beltz & Gelberg, Weinheim/Basel 2010, ISBN 978-3-407-74205-6.
- Schattensommer. Beltz & Gelberg, Weinheim/Basel 2010, ISBN 978-3-407-74172-1.
- Junkgirl. Beltz & Gelberg, Weinheim/Basel 2011, ISBN 978-3-407-74259-9.
- Kinshasa Dreams. Beltz & Gelberg, Weinheim/Basel 2012, ISBN 978-3-407-74369-5.
- Djihad Paradise. Beltz & Gelberg, Weinheim/Basel 2013, ISBN 978-3-407-81155-4.[4]
- Das Herz von Libertalia. Beltz & Gelberg, Weinheim 2015, ISBN 978-3-407-81187-5.

## Auszeichnungen
- 2011: Buch des Monats[5]
- 2011: Die besten 7 Bücher für junge Leser[6]
- 2012: Die besten 7 Bücher für junge Leser[7]
- 2013: Nominierung für den UH!-Literaturpreis 2013[8]
- 2013: Gustav-Heinemann-Friedenspreis für Kinder- und Jugendliteratur[9]
- 2014: Friedrich-Gerstäcker-Preis
- 2014: Nominierung für den Buxtehuder Bullen 2013[10]
- 2014: Bad Harzburger Jugendliteraturpreis „Harzburger Eselsohr“[11]
- 2017: Stadtschreiber von Halle (Saale)